# Artur Kohutek
Artur Kohutek (Polonia, 1 de mayo de 1971) es un atleta polaco retirado especializado en la prueba de 110 m vallas, en la que ha conseguido ser medallista de bronce europeo en 2002.

## Carrera deportiva
En el Campeonato Europeo de Atletismo de 2002 ganó la medalla de bronce en los 110 m vallas, con un tiempo de 13.36 segundos, llegando a meta tras el británico Colin Jackson (oro con 13.11 segundos) y el letón Staņislavs Olijars (plata).